# Friesen-Denkmal

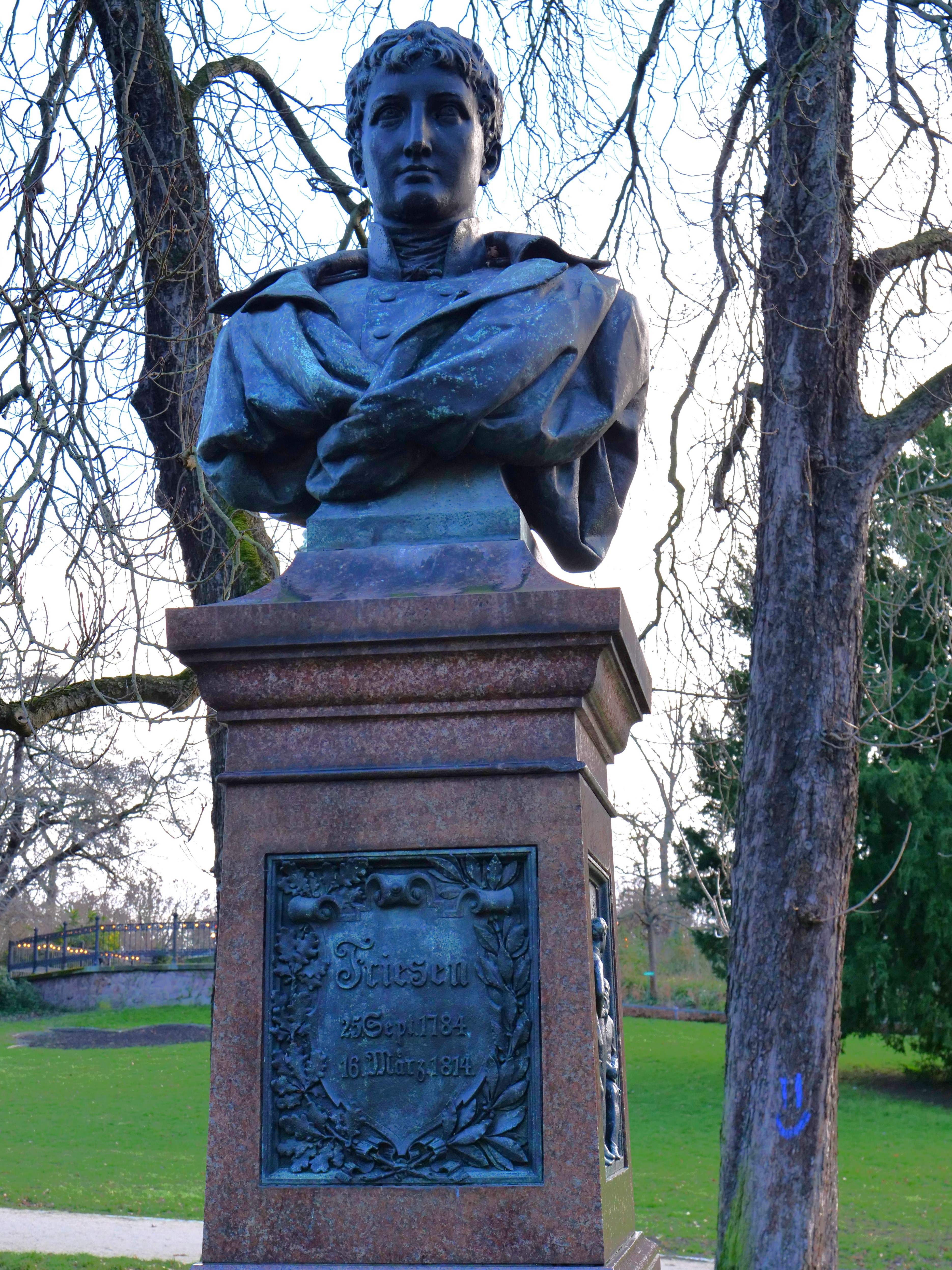
Friedrich-Friesen-Denkmal 2024

Das Friesen-Denkmal ist ein denkmalgeschütztes Denkmal für Friedrich Friesen in Magdeburg in Sachsen-Anhalt.

## Lage
Es befindet sich auf der Ostseite der Hegelstraße in der Magdeburger Altstadt, am Rand des Fürstenwallparks, nördlich des Palais am Fürstenwall.

## Gestaltung und Geschichte
Das Denkmal entstand im Jahr 1893 durch den Magdeburger Bildhauer Ernst Habs in klassizistischer Formensprache und wurde am 25. September 1893 enthüllt. Es besteht aus einer Friesen darstellenden Büste, deren Gestaltung sich an antike Formen anlehnt. Die Büste steht auf einem aus poliertem schwedischen Granit bestehenden Gedenkstein, in dessen vier Seiten jeweils Reliefe eingefügt sind. Nach Westen zur Hegelstraße hin befindet sich in einem wappenartigen Feld die Inschrift:
Friesen

25. Sept.1784.

16. März.1814.

Die übrigen drei Reliefe stellen Szenen aus dem Leben Friesens da. Ein Relief zeigt Friesen mit Ernst Wilhelm Bernhard Eiselen und Friedrich Ludwig Jahn bei der Beratung der Regeln der Turner. Ein weiteres stellt Turner dar, die sich während der Befreiungskriege in Breslau Ludwig Adolf Wilhelm von Lützow anschließen. Das dritte Relief thematisiert den Tod Friesens in den Ardennen.
Der Gedenkstein selbst steht auf einem mehrstufigen steinernem Sockel. An der linken Unterkante der Büste befindet sich eine Signatur des Künstlers. Das Werk wird als von beachtlicher kultureller-künstlerischer Qualität eingeschätzt.
Geehrt wird damit der 1784 in Magdeburg geborene Friedrich Friesen. Der Mitbegründer der deutschen Turnbewegung, Pädagoge und Kämpfer gegen die napoleonische Fremdherrschaft verstarb 1814 während der Befreiungskriege.
Im örtlichen Denkmalverzeichnis ist das Denkmal unter der Erfassungsnummer 094 06172 als Baudenkmal verzeichnet.

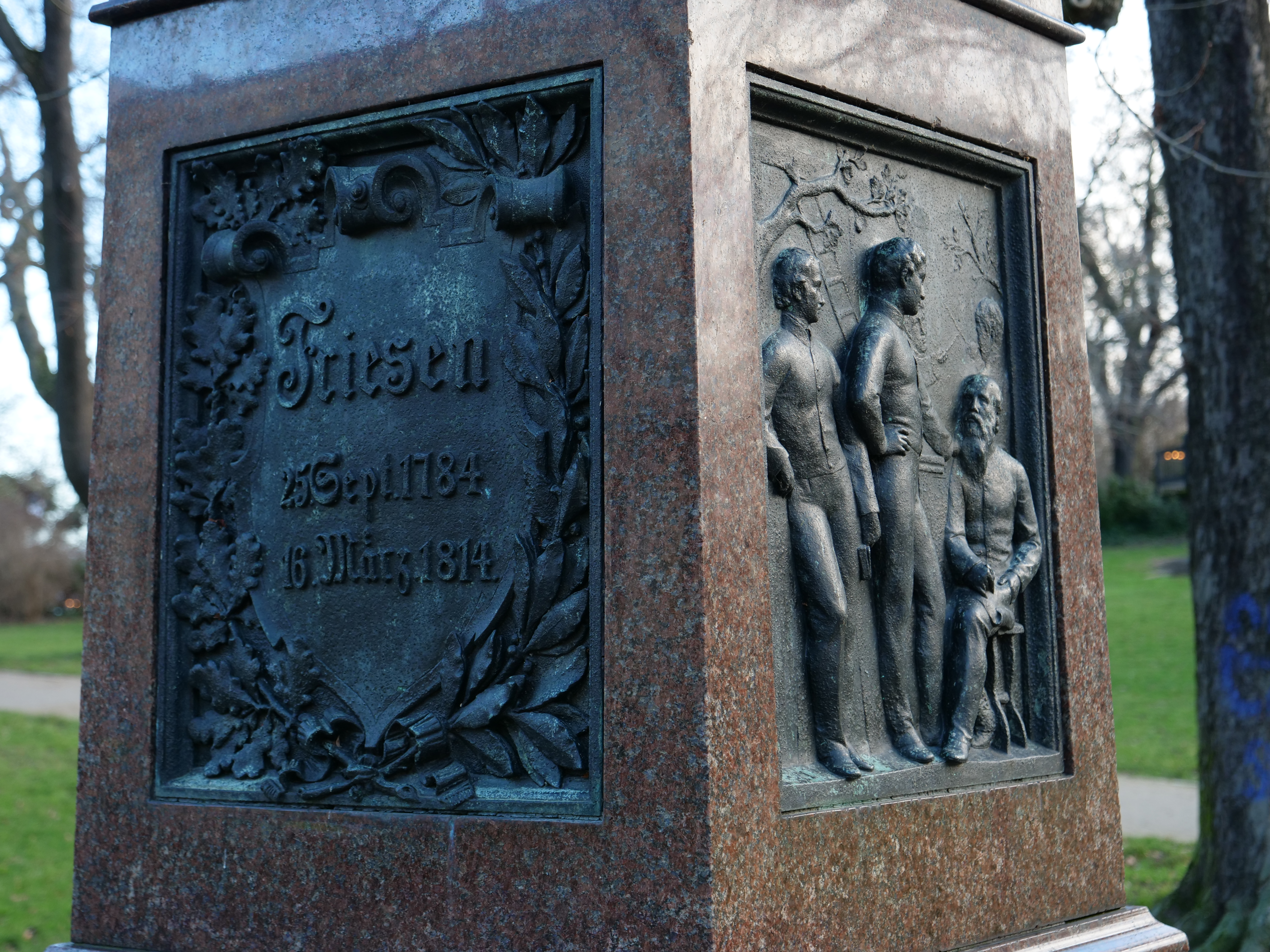
Sockelreliefs vorderseitig
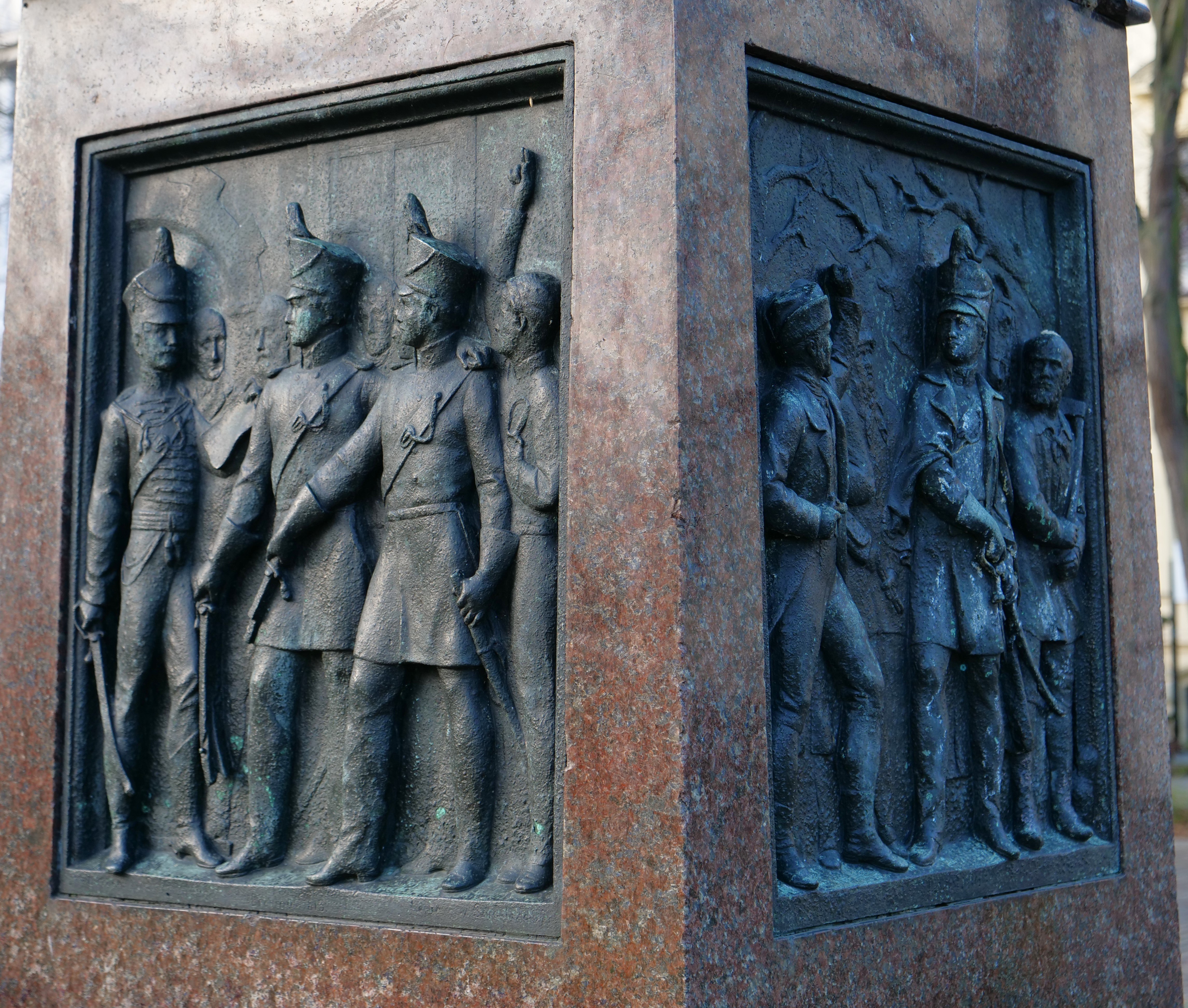
Sockelreliefs rückseitig
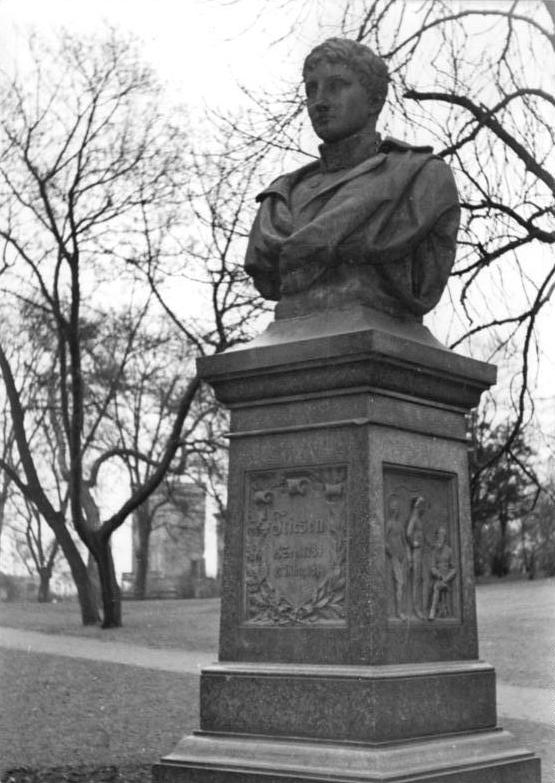
Aufnahme von 1954
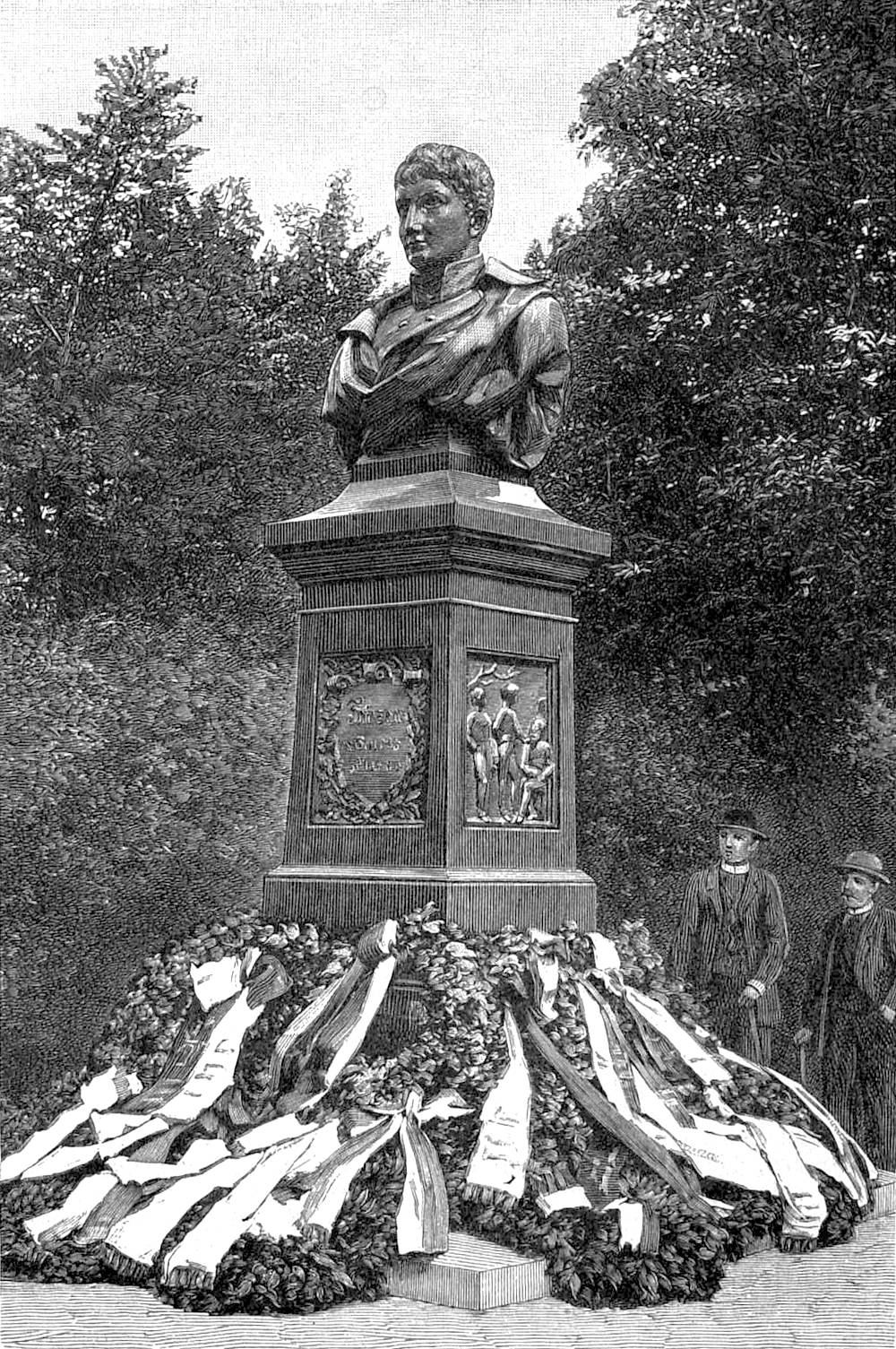
Denkmal im Jahr 1893